# Beriu, Hunedoara
Beriu, mai demult Berini (în dialectul săsesc Birndorf, în germană Lammdorf, Bärend, în maghiară Berény) este satul de reședință al comunei cu același nume din județul Hunedoara, Transilvania, România.

## Lăcașuri de cult

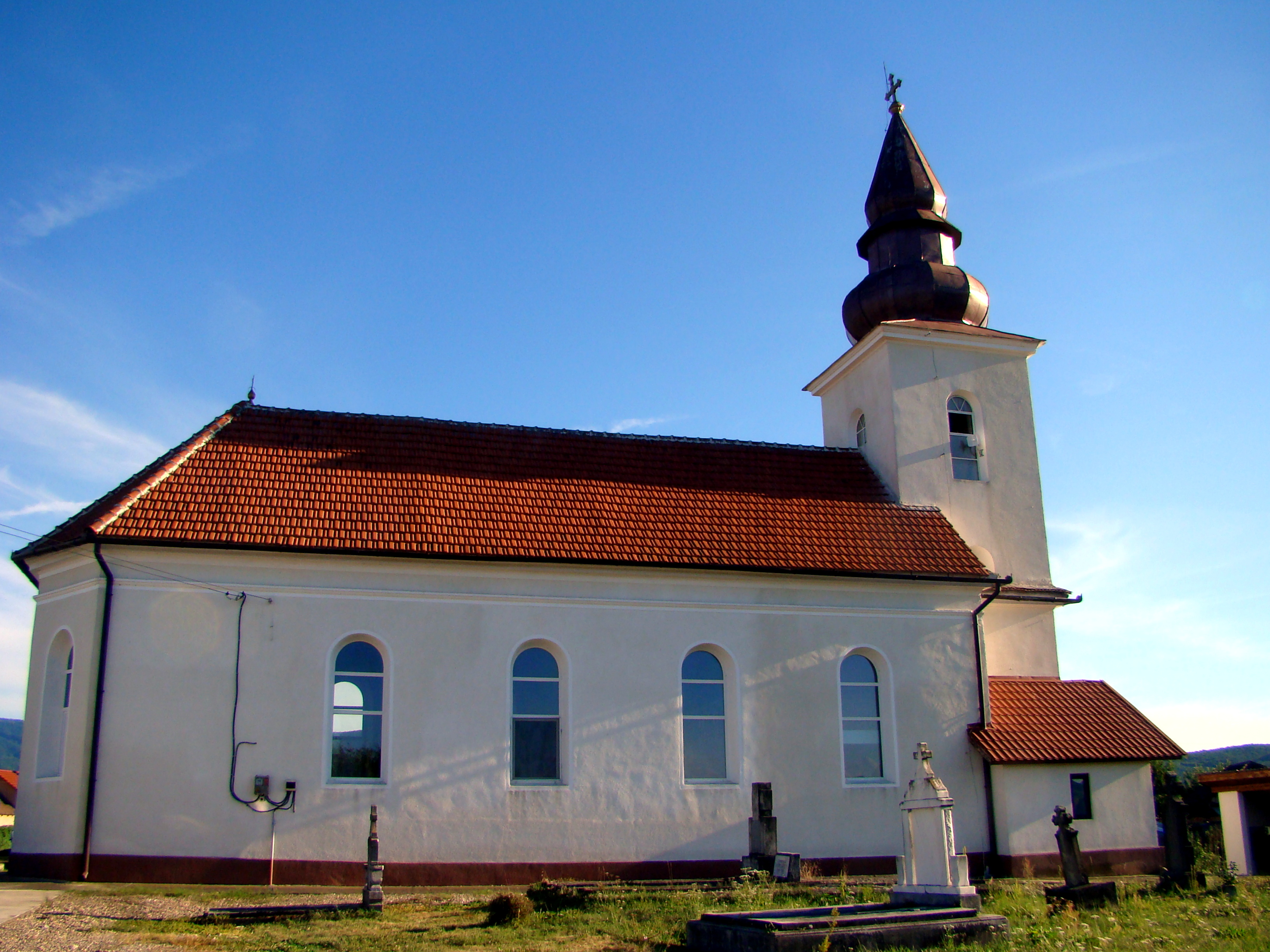
Biserica Adormirea Maicii Domnului din Beriu

Biserica de zid, cu hramul „Adormirea Maicii Domnului” a fost reconstruită de arhitectul Nicolae Părău din Orăștie între anii 1894 și 1897, în timpul păstoririi preoților Nicolae Andrei (administrator din Căstău) și Ioan Trifon. Edificiul a înlocuit o biserică de piatră din secolul al XVIII-lea, afectată de un puternic incendiu în vara anului 1894; atestată de conscripțiile anilor 1733, 1750, 1761-1762, 1805 și 1829-1831, acea ctitorie fusese decorată iconografic în 1793, probabil de pictorul local Ioan Zugravul din Beriu.
Pereții biserici actuale înscriu planul dreptunghiular, cu absida nedecroșată poligonală cu trei laturi. Deasupra intrării apusene (alta se găsește pe latura sudică a navei) se ridică un turn masiv, cu un coif de inspirație barocă, învelit în tablă; la acoperișul propriu-zis s-a folosit țigla. Lăcașul, renovat în 1943, 1985 și 2008-2009, a fost împodobit iconografic în anii 1898-1899, decor reînnoit în perioada 2000-2003 de Ligia Despina Crăciunescu.
Obștea unită fusese deservită liturgic de o biserică proprie din piatră, închinată aceluiași praznic „Adormirea Maicii Domnului”; a fost înălțată în anul 1861, cu sprijinul financiar a doi localnici, Ioan Ciumaș și Iosif Stefenie, pe un teren donat de preotul Samuil Ciumaș. Consolidat în 1890, lăcașul a fost dezafactat cultului după 1948, ruinându-se apoi ireversibil.

## Imagini

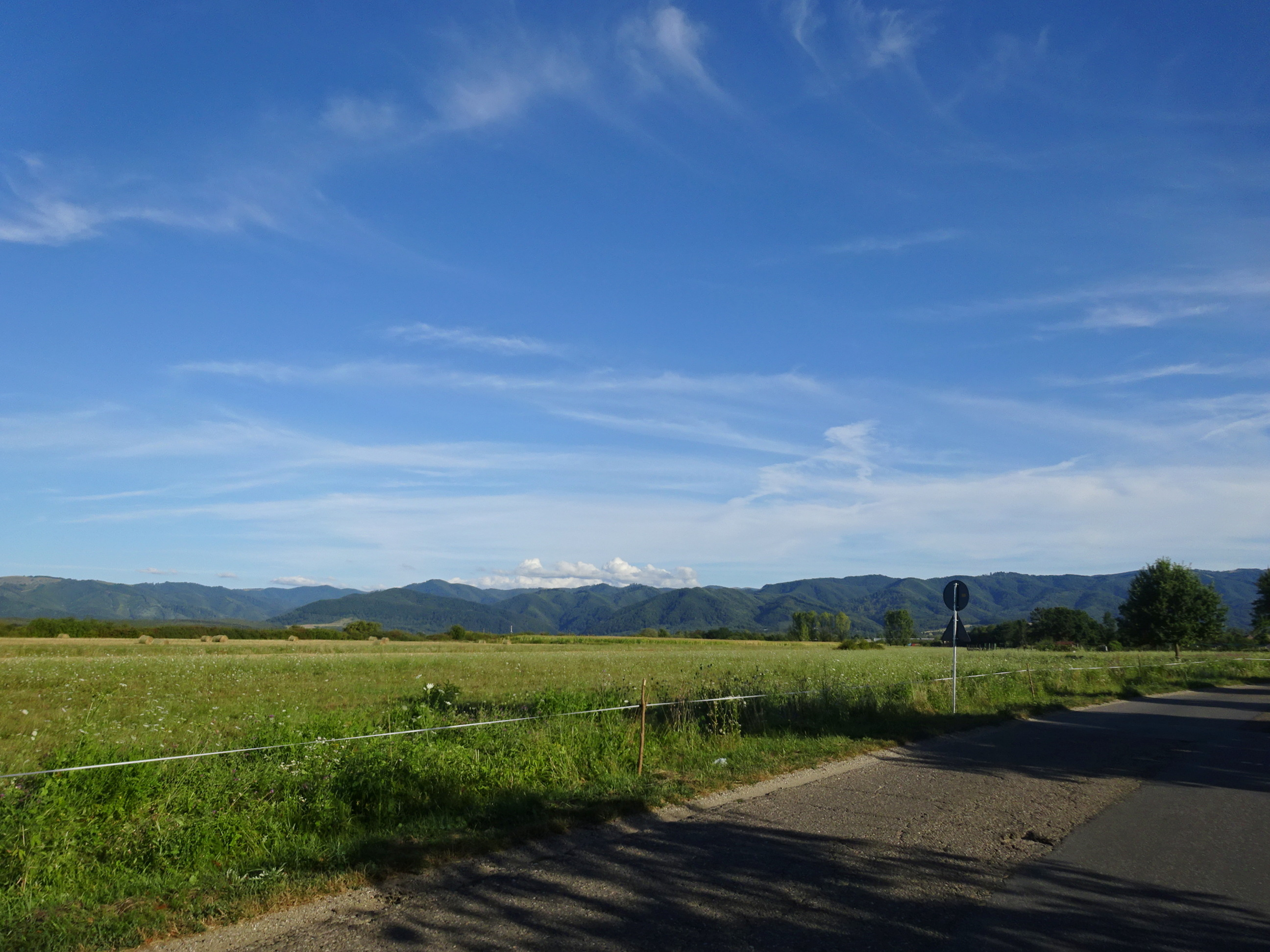
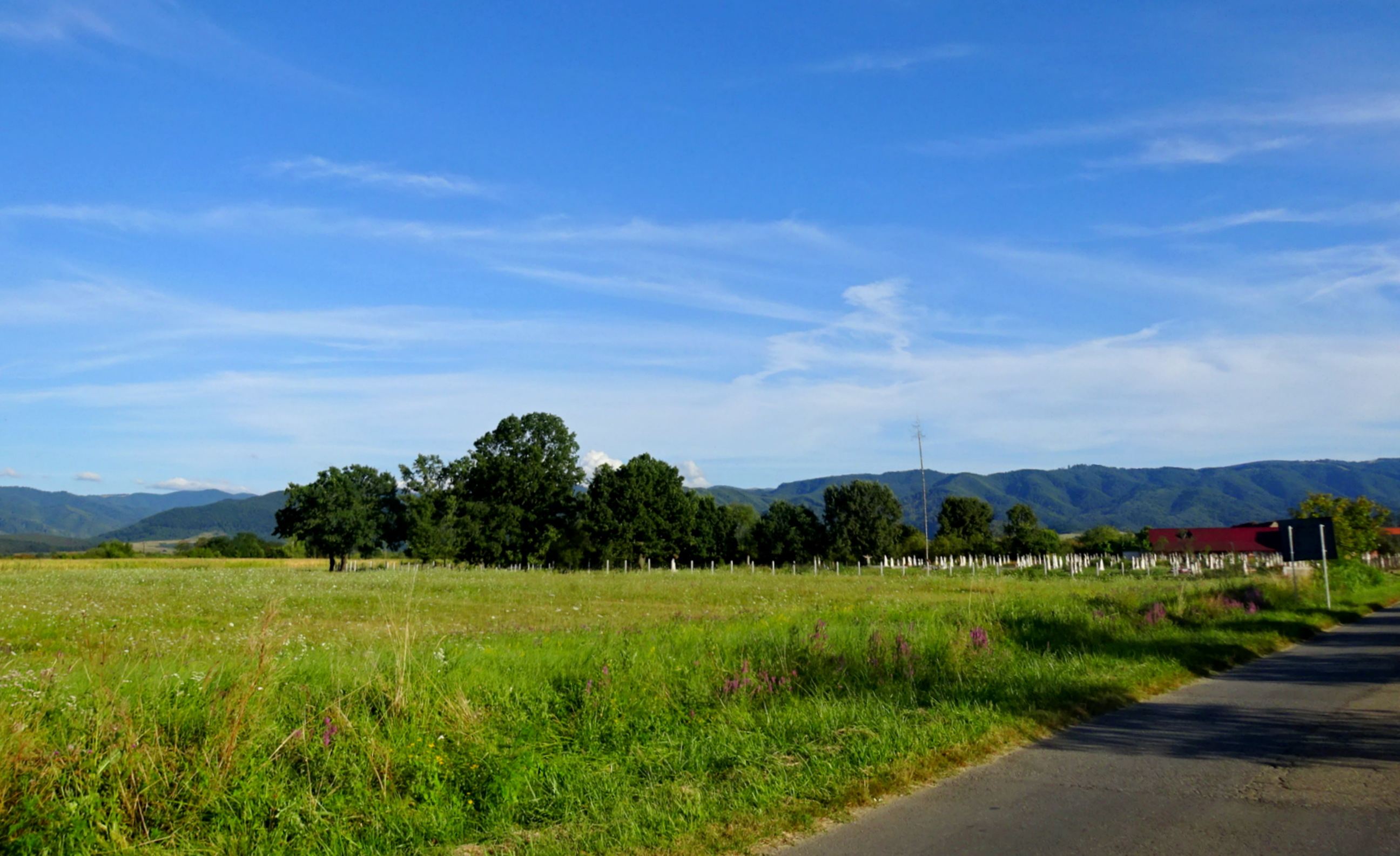
Drumul Căstău-Beriu
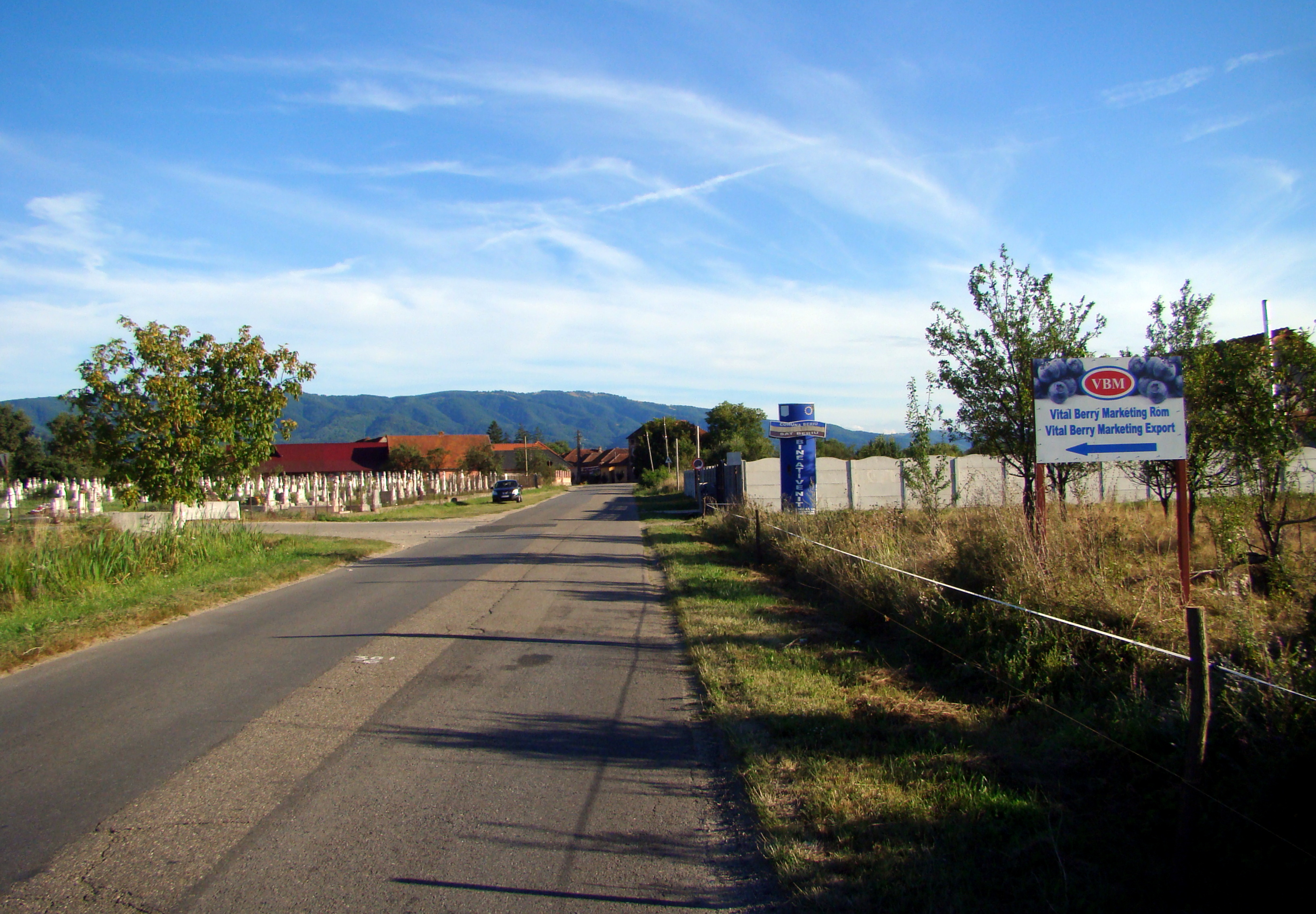
Intrarea în localitate
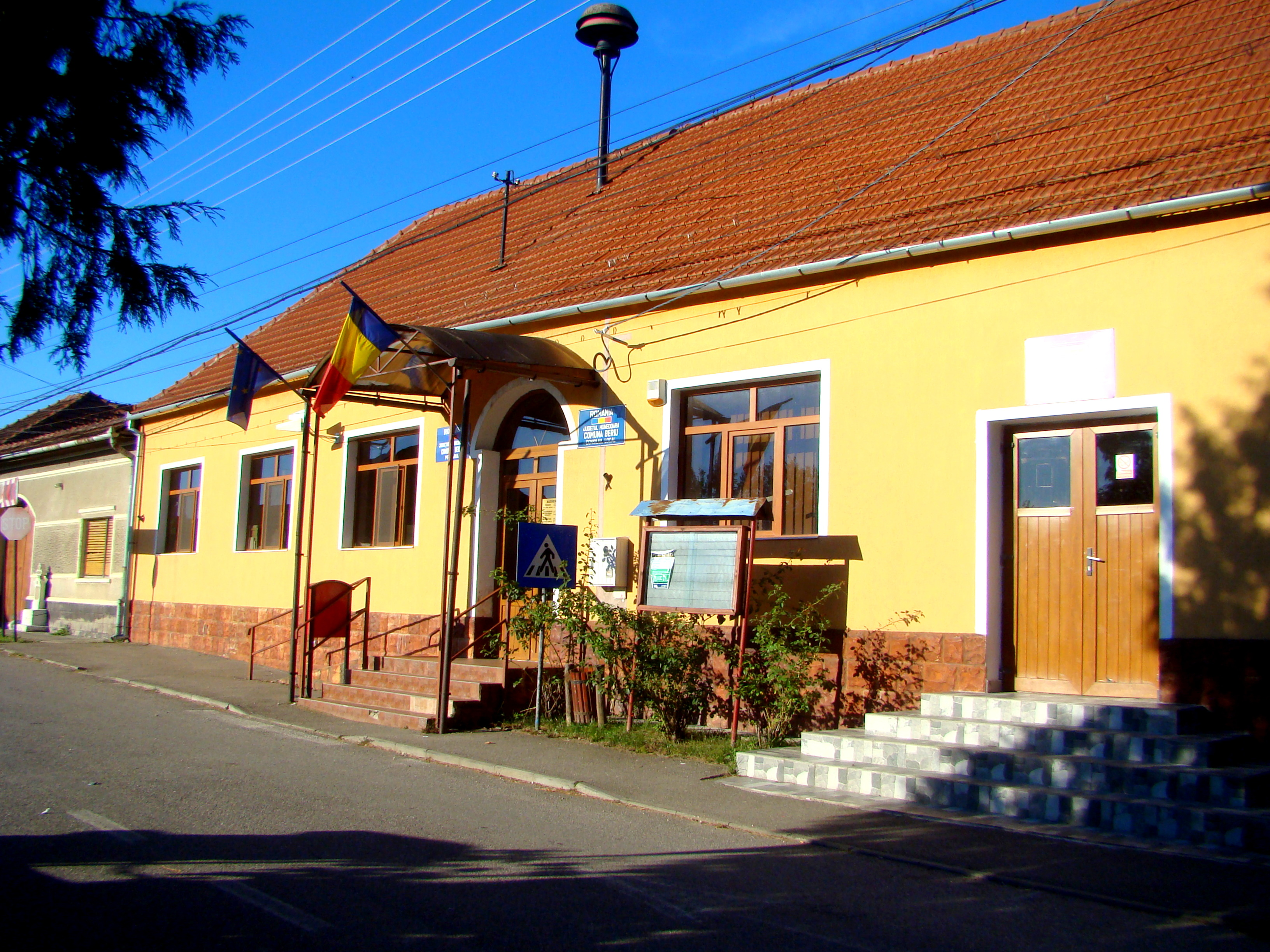
Primăria și căminul cultural
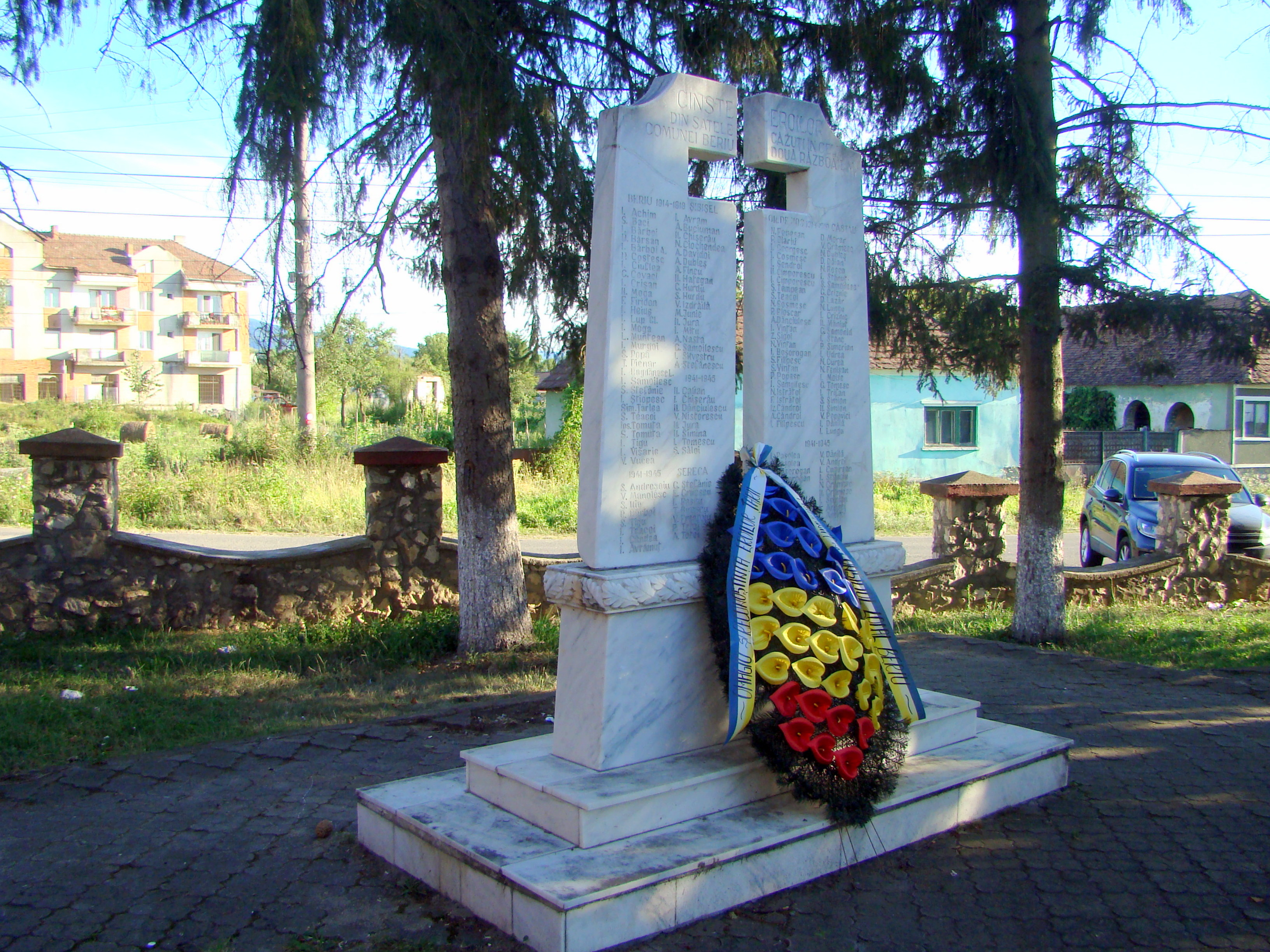
Monumentul eroilor
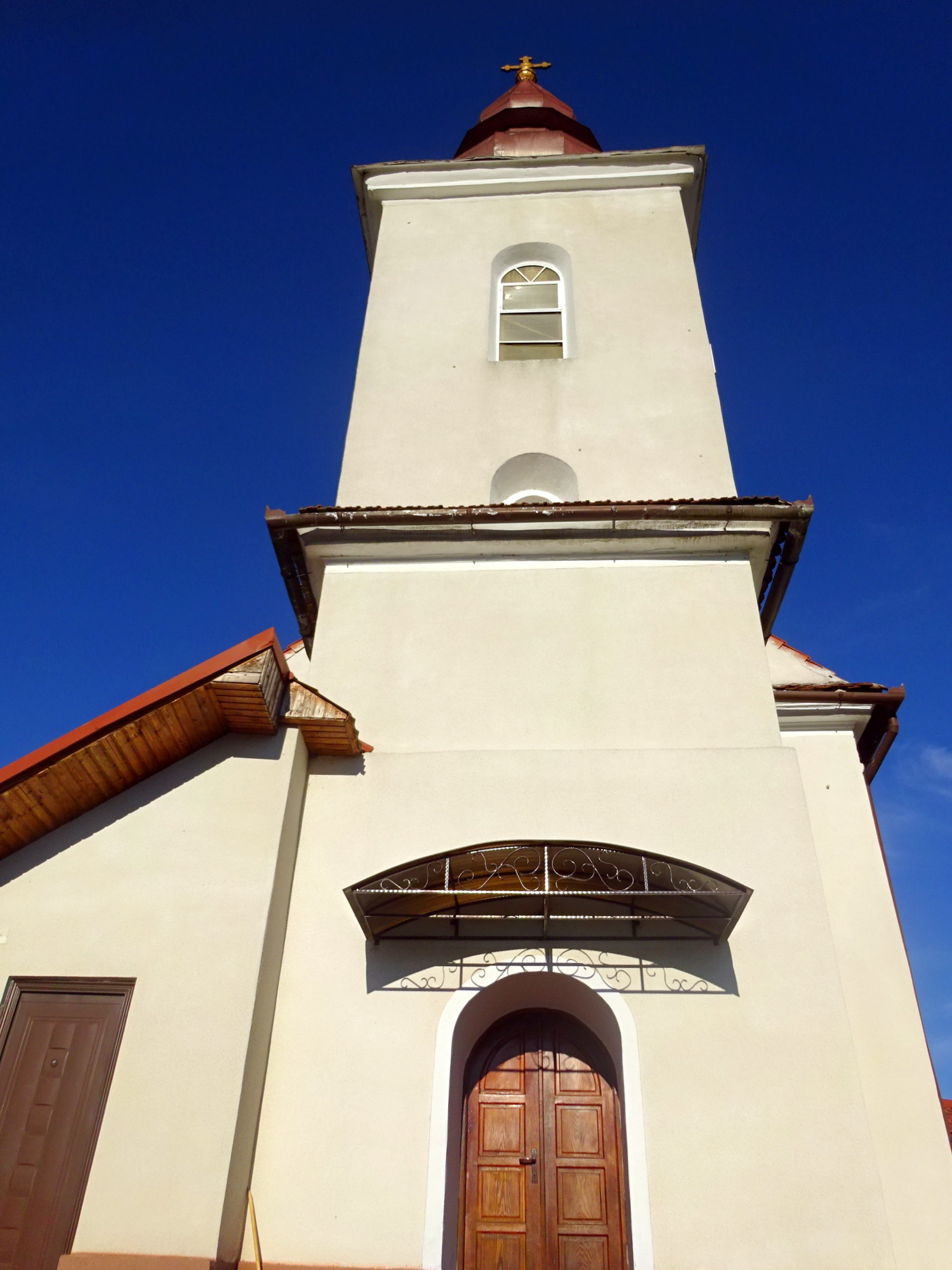
Biserica Adormirea Maicii Domnului din Beriu (1894-1897)
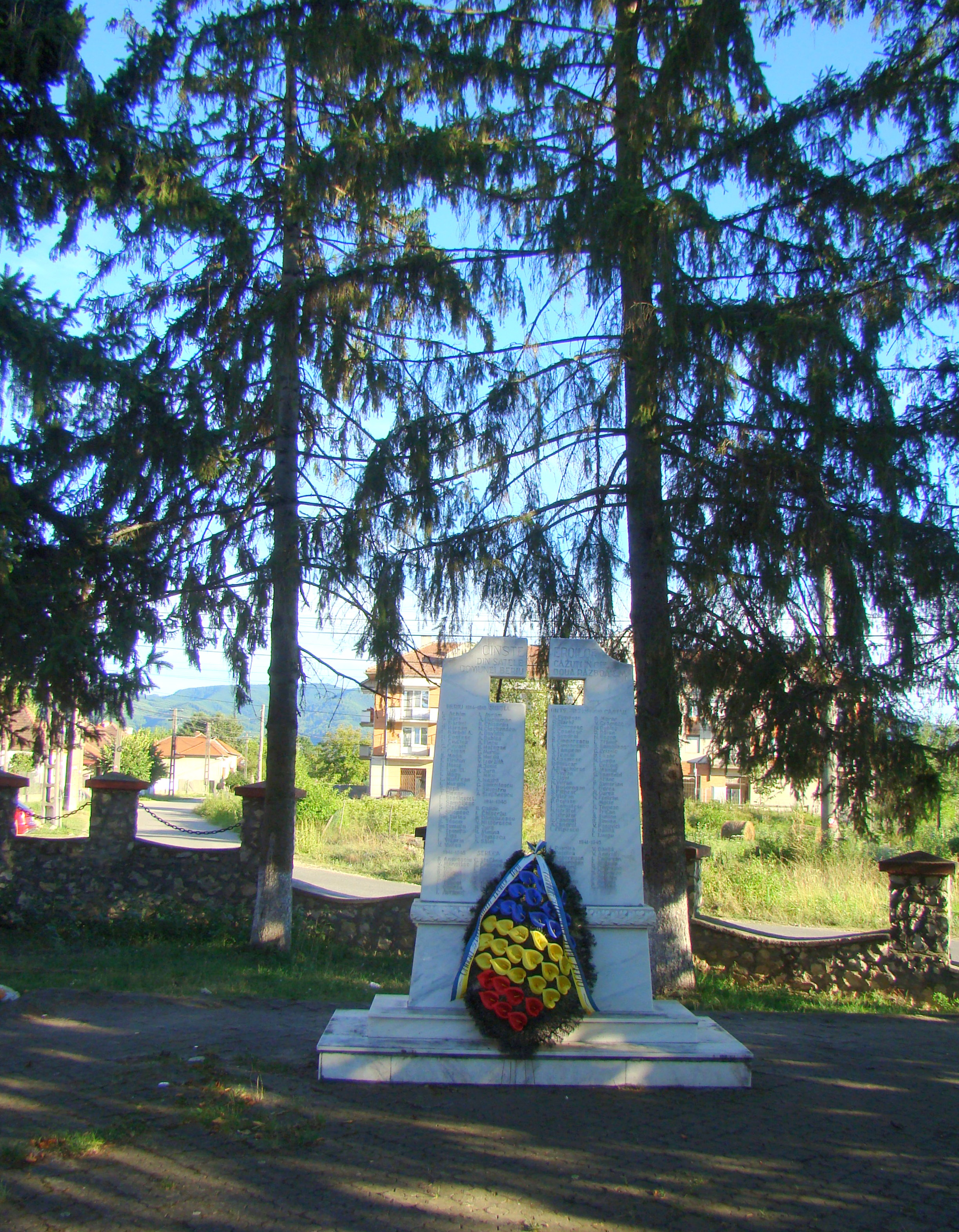
Monumentul eroilor
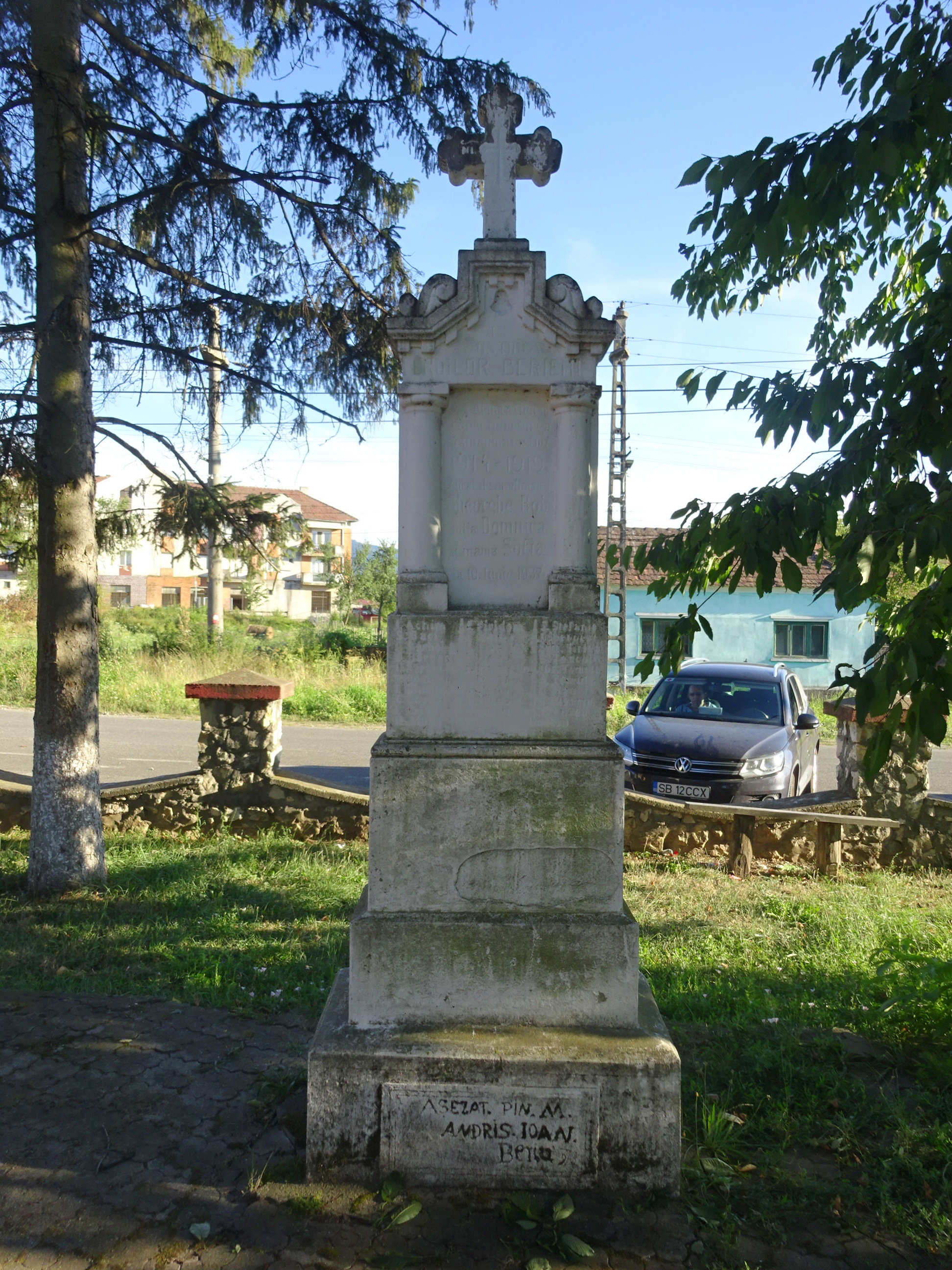
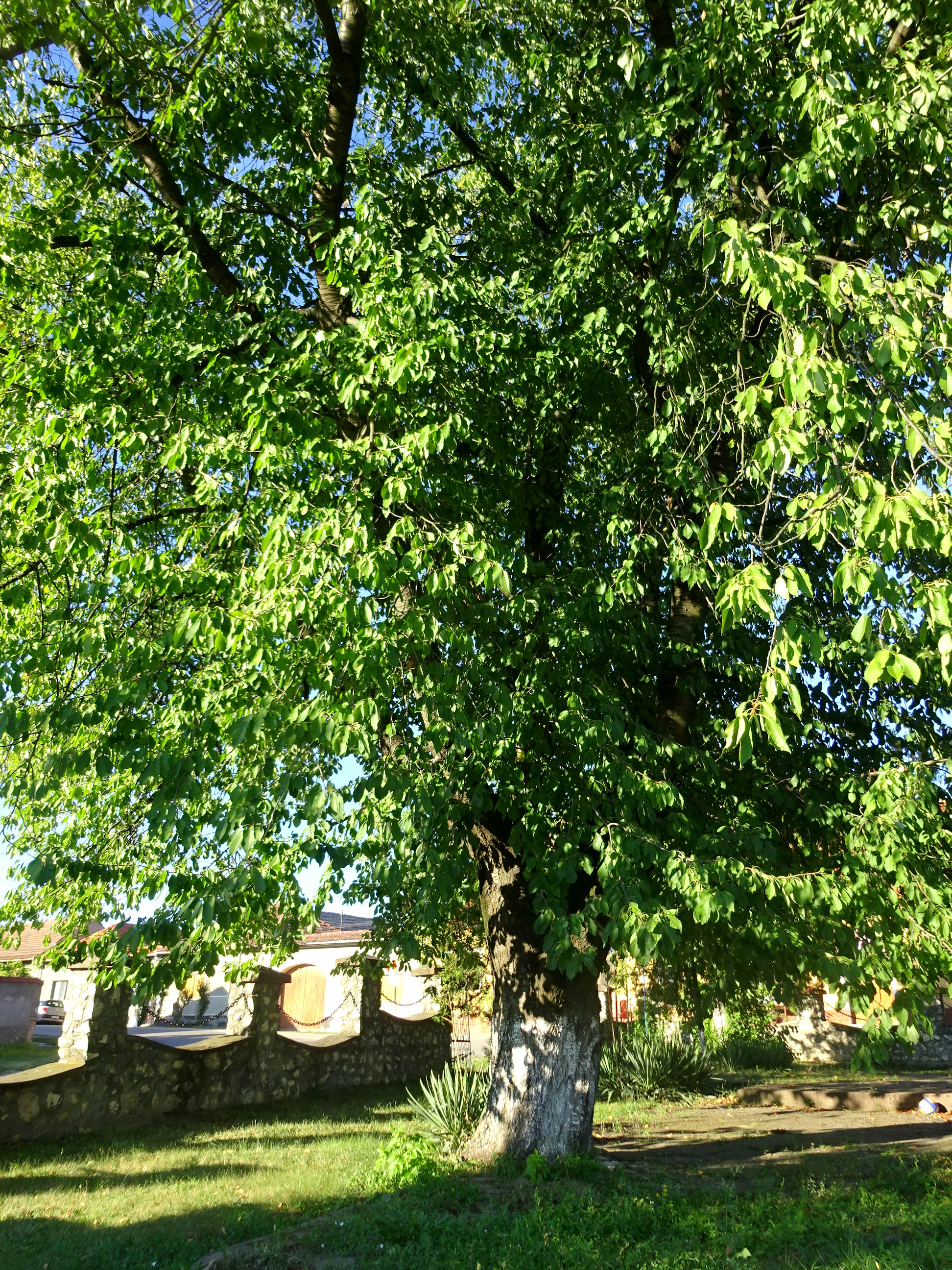
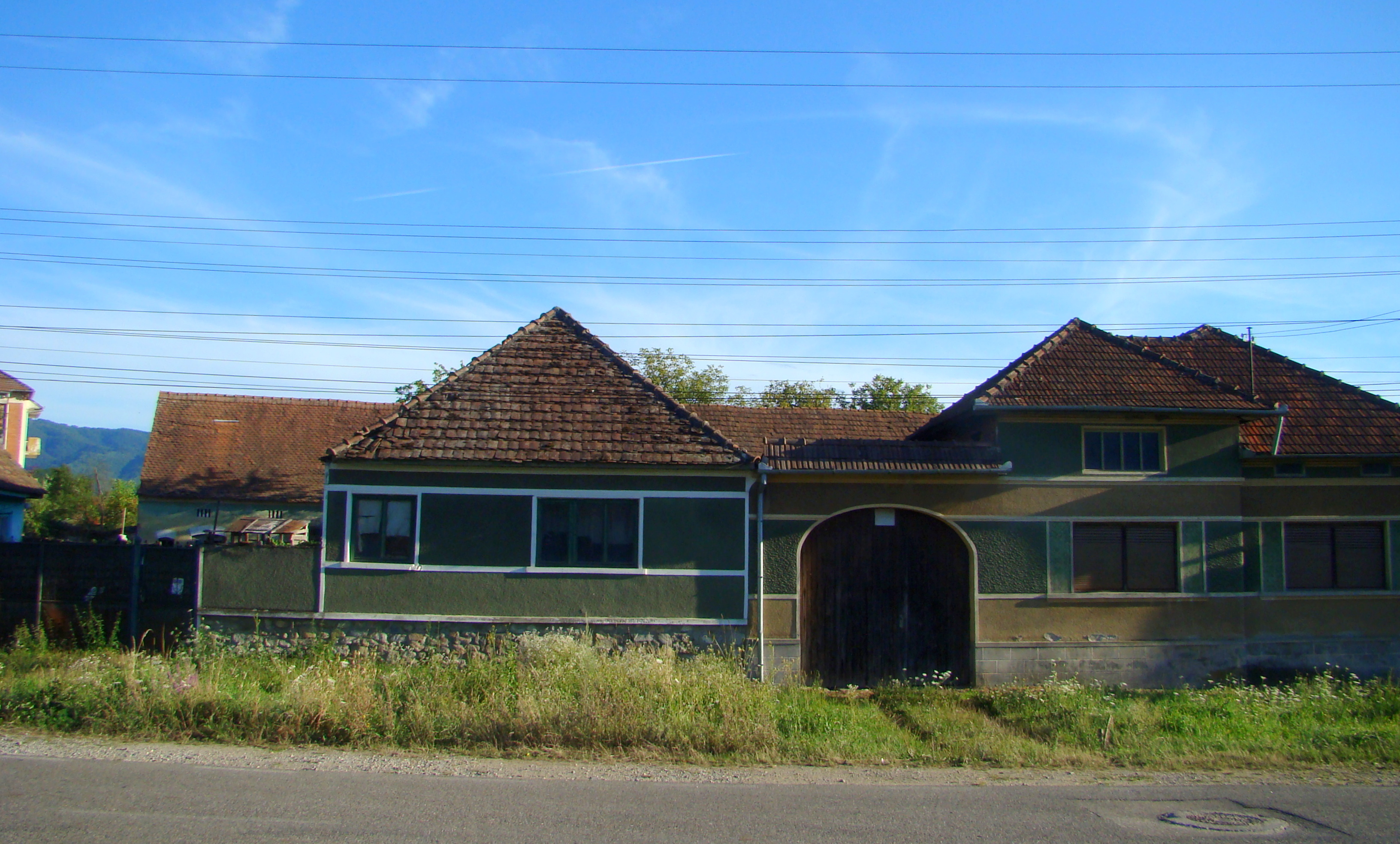